# Deferoxamina
La  deferoxamina  è un agente chelante utilizzato per trattare la tossicità da ferro o alluminio e alcune anemie dipendenti da trasfusioni di sangue.
Agisce legandosi agli ioni di ferro o alluminio, formando complessi stabili che possono essere eliminati dall'organismo. Inoltre, può contribuire a ripristinare l'equilibrio del ferro e prevenire ulteriori complicazioni associate all'eccesso di ferro o alluminio. Nel caso delle anemie dipendenti da trasfusioni di sangue, aiuta a rimuovere l'eccesso di ferro accumulato a causa delle frequenti trasfusioni.
È isolato dal batterio Streptomyces pilosus.

## Farmacologia

### Indicazione d'uso
Utilizzato per il trattamento della tossicità acuta da ferro o alluminio (un eccesso di alluminio nell'organismo) in determinati pazienti. È inoltre impiegato in specifici pazienti affetti da anemia che devono sottoporsi a numerose trasfusioni di sangue.

### Farmacodinamica
Agisce legandosi al ferro o alluminio libero nel flusso sanguigno e ne favorisce l'eliminazione attraverso l'urina. Rimuovendo l'eccesso di ferro o alluminio, l'agente riduce i danni provocati a vari organi e tessuti, come il fegato.

### Meccanismo d'azione
La deferoxamina agisce nel trattamento della tossicità da ferro legandosi al ferro trivalente (ferrico) per il quale ha una forte affinità, formando la ferrioxamina, un complesso stabile che viene eliminato attraverso la via renale. Una dose di 100 mg di deferoxamina sono capaci di legare approssimativamente 8,5 mg di ferro trivalente (ferrico).
Il farmaco è impiegato inoltre nel trattamento della tossicità da alluminio legandosi all'alluminio legato ai tessuti per formare aluminoxamina, un complesso stabile e solubile in acqua. La formazione di aluminoxamina aumenta le concentrazioni di alluminio nel sangue, creando un gradiente di concentrazione più elevato tra il sangue e il dializzante, aumentando così l'eliminazione dell'alluminio durante la dialisi. Una dose di 100 mg di deferoxamina sono capaci di legare approssimativamente 4,1 mg di alluminio.

### Assorbimento
Dopo somministrazione intramuscolare o sottocutanea, la deferoxamina viene rapidamente assorbita, mentre viene scarsamente assorbita dal tratto gastrointestinale in presenza di una mucosa intatta.

#### Volume di distribuzione
I dati riguardanti il volume di distribuzione del farmaco non sono attualmente disponibili.

#### Legame con le proteine
In vitro, meno del 10% della deferoxamina si lega alle proteine sieriche.

### Metabolismo
La deferoxamina viene principalmente metabolizzata nel plasma e il suo metabolismo epatico è minimo. Sono stati isolati diversi metaboliti, ma non sono stati caratterizzati. Alcuni metaboliti della deferoxamina, in particolare il prodotto di deaminazione ossidativa, legano anche il ferro e quindi l'effetto antidotale del farmaco sembra non essere influenzato dal metabolismo epatico.

### Eliminazione
Il mesilato di deferoxamina viene metabolizzato principalmente dagli enzimi plasmatici, ma le vie metaboliche non sono ancora state definite. Una parte viene anche escreta nelle feci attraverso la bile.

#### Emivita
Negli individui sani, la deferoxamina mostra un pattern di eliminazione bifasico, con una prima fase rapida che ha una emivita di 1 ora e una seconda fase lenta con emivita di 6 ore.

#### Clearance
I dati riguardanti la clearance del farmaco non sono attualmente disponibili.

### Tossicità
La LD50 intravenosa nei topi è di 340 mg/kg, nei ratti è di 520 mg/kg e nei conigli è di 600 mg/kg, mentre se somministrata per via sottocutanea nei topi è di 1600 mg/kg e nei ratti è superiore a 1000 mg/kg. La LD50 orale nei topi è superiore a 3000 mg/kg e nei ratti è superiore a 1000 mg/kg. È stato riportato che l'uso prolungato per il sovraccarico cronico di ferro può causare nefrotossicità, ototossicità e tossicità retinica.